# Censura (desaprobación)
Una censura es una expresión de fuerte desaprobación o dura crítica. En el procedimiento parlamentario, es una moción debatible que podría aprobarse por mayoría de votos. Entre las formas que puede adoptar se encuentran una dura reprimenda de una legislatura, una pena espiritual impuesta por la iglesia o un juicio negativo pronunciado sobre una proposición teológica. Por lo general, no es vinculante (no requiere una acción obligatoria de la parte censurada), a diferencia de una moción de censura (que puede requerir que la parte censurada, renuncie).

## Procedimiento parlamentario

### Utilización
La moción de censura es una moción que expresa una fuerte desaprobación que podría ser debatida por una asamblea y adoptada por mayoría de votos. Según el manual norteamericano Robert's Rules of Order (Recientemente revisada, RONR), es una excepción a la regla general de que 'una moción no debe usar un lenguaje que refleje la conducta o el carácter de un miembro , o sea descortés, innecesariamente severo o que no esté permitido en el debate.
Los procedimientos disciplinarios más graves pueden incluir una multa, una suspensión o una expulsión. En algunos casos, una asamblea puede declarar vacante al presidente y elegir un nuevo presidente para la sesión. También puede hacerse una moción para destituir permanentemente a una persona (dependiendo de las reglas de cada asamblea).

### Procedimiento
Si se hace una moción para censurar al presidente, este debe ceder la silla al vicepresidente hasta que se resuelva la moción. Durante este tiempo, el vicepresidente todavía es el 'Vicepresidente' en el debate, ya que una censura es simplemente una amonestación y no un procedimiento que destituya, todavía, al presidente. A una persona que está siendo censurado no se lemenciona por su nombre en la moción, sino simplemente como 'presidente', 'tesorero', etc.
Después de que se aprueba una moción de censura, el presidente (o el vicepresidente, si el presidente es el que está siendo censurado) se dirige al miembro censurado por su nombre.

## Política
En política, una censura es una alternativa anta la adopción de medidas más importantes contra una mala conducta o una negligencia en el cumplimiento del deber.

## Iglesia católica

### Derecho Canónico
En el Derecho canónico, una censura es una pena impuesta principalmente con el propósito de romper la contumacia y reintegrar al transgresor a la comunidad.
Las censuras eclesiásticas son la excomunión y la interdicción, que pueden imponerse a cualquier miembro de la Iglesia, y la suspensión, que sólo afecta a los clérigos.

### Censura teológica
En la teología católica, una censura teológica es un juicio doctrinal por el que la Iglesia estigmatiza ciertas enseñanzas perjudiciales para la fe o la moral.